# Liparetrus lepidopygus
Liparetrus lepidopygus är en skalbaggsart som beskrevs av Lea 1917. Liparetrus lepidopygus ingår i släktet Liparetrus och familjen Melolonthidae. Inga underarter finns listade i Catalogue of Life.